# Termanology
Termanology, pseudonimo di Daniel Carrillo (Lawrence, 8 ottobre 1982), è un rapper statunitense di origini portoricane.

## Biografia
Il primo album di Termanology è Out the Gate, che viene pubblicato nel 2005 sotto etichetta underground e prodotto da DC The Midi Alien. Il singolo This is Hip Hop contenuto all'interno dell'album, attira l'attenzione della rivista The Source e riscuote una buona popolarità.
Stretto collaboratore di Termanology è il producer Statik Selektah, anch'egli nativo di Lawrence.

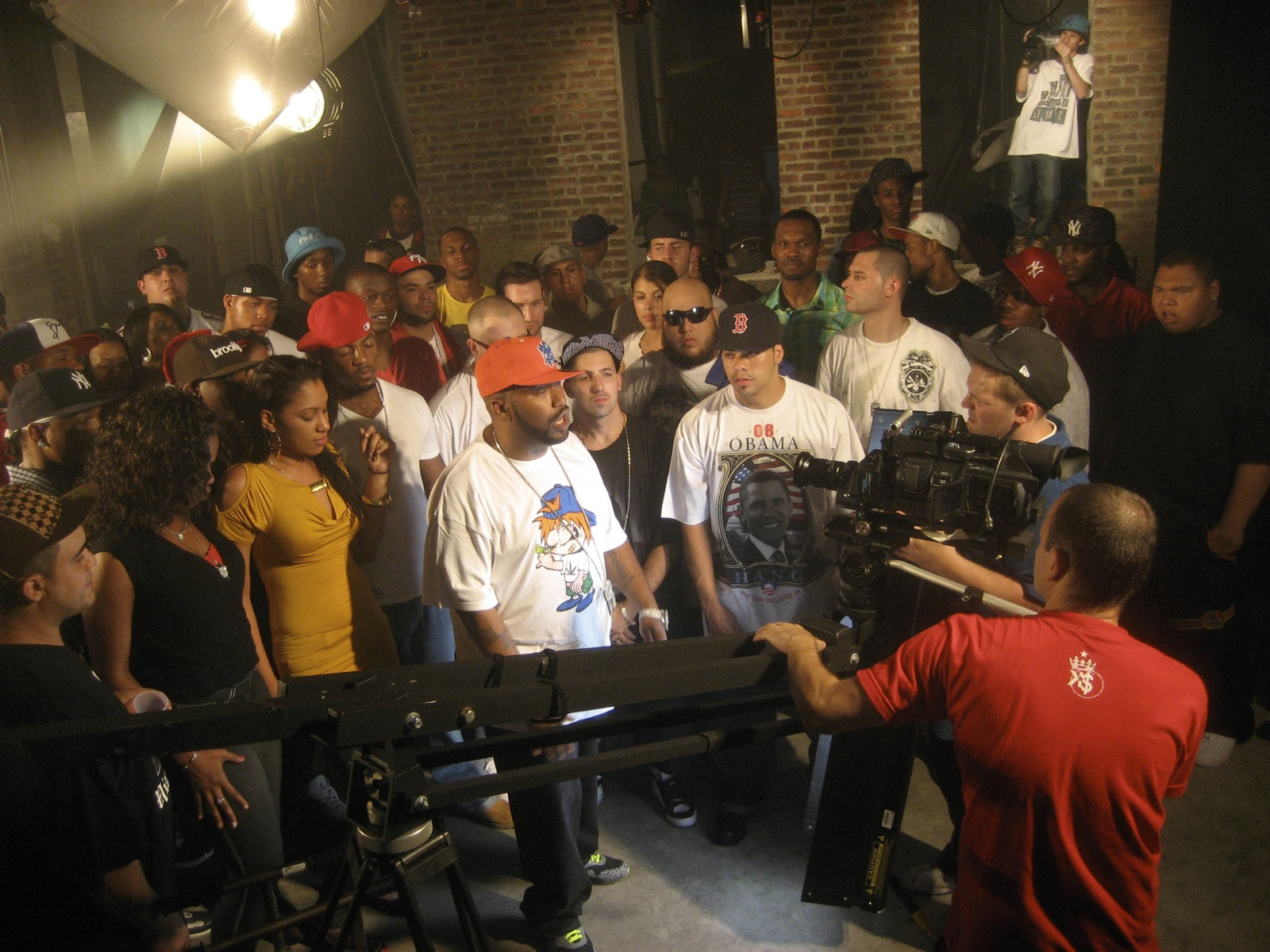
Termanology durante le prove del video di "How We Rock" con Bun B

ST Da Squad è il nome della crew che Termanology forma insieme ai rapper Ea$y Money, Hectic, Snuk, Ghetto, Clip, Stalion e DJ Deadeye.
L'amicizia con uno dei membri della Gang Starr Foundation, Krumbsnatcha, lo porta poi a conoscere e a collaborare con DJ Premier, il quale nel 2006 produce per il rapper il singolo Watch How It Go Down, che riceve un considerevole interesse sia a livello nazionale che internazionale. Termanology ha realizzato vari singoli anche con altri artisti hip hop come M.O.P., Mobb Deep, Royce Da 5'9", Evidence, Nas, Bun B, Akrobatik, Skyzoo, Reks e Joell Ortiz.
Termanology debutta da solista con l'album Politics As Usual pubblicato nel 2008, nel quale figurano diversi nomi di importanti beatmakers della scena underground e mainstream statunitense fra cui DJ Premier, Pete Rock, The Alchemist, Easy Mo Bee e Large Professor. L'album viene ben accolto dalla critica. Termanology realizza anche diversi mixtape, che includono la saga Hood Politics, fra cui l'ultimo progetto Time Machine, e un particolare mixtape dedicato al produttore J Dilla, If Heaven Was A Mile Away, pubblicato nel 2009.
In data 26 ottobre 2010 vede la luce il suo nuovo progetto assieme a Statik Selektah dal titolo 1982.

## Discografia

### Album
- 2005 – Out the Gate (con DC)
- 2008 – Politics As Usual
- 2010 – 1982 (con Statik Selektah)
- 2012 – 2012 (con Statik Selektah)
- 2012 – Fizzyology (con Lil Fame)
- 2013 – G.O.Y.A. (Gunz Or Yay Available)
- 2014 – Shut Up And Rap
- 2016 – More Politics

### Mixtapes

#### La sagaHood Politics
- 2003 – Hood Politics
- 2005 – Hood Politics II (con Statik Selektah)
- 2005 – Hood Politics III: Unsigned Hype (con Statik Selektah)
- 2006 – Hood Politics IV: Show & Prove (con Statik Selektah & Clinton Sparks)
- 2007 – Hood Politics IV (con Statik Selektah & Big Mike)
- 2007 – Hood Politics V (con Big Mike)
- 2009 – Time Machine: Hood Politics VI

#### Altri mixtapes
- 2007 – 50 Bodies (con Statik Selektah, Tony Touch & DJ Deadeye)
- 2007 – Verbal Assault Vol. 1 (con TreUnda)
- 2007 – Verbal Assault Vol. 2 (con TreUnda)
- 2008 – Da Cameo King
- 2008 – 50 Bodies Pt.2 (con Statik Selektah & DJ Deadeye)
- 2009 – If Heaven Was A Mile Away (A Tribute To J Dilla)
- 2010 – 50 Bodies Pt.3